# Acer kiangsiense
Acer kiangsiense é uma espécie de árvore do gênero Acer, pertencente à família Aceraceae.